# Позолоченный век во Флориде

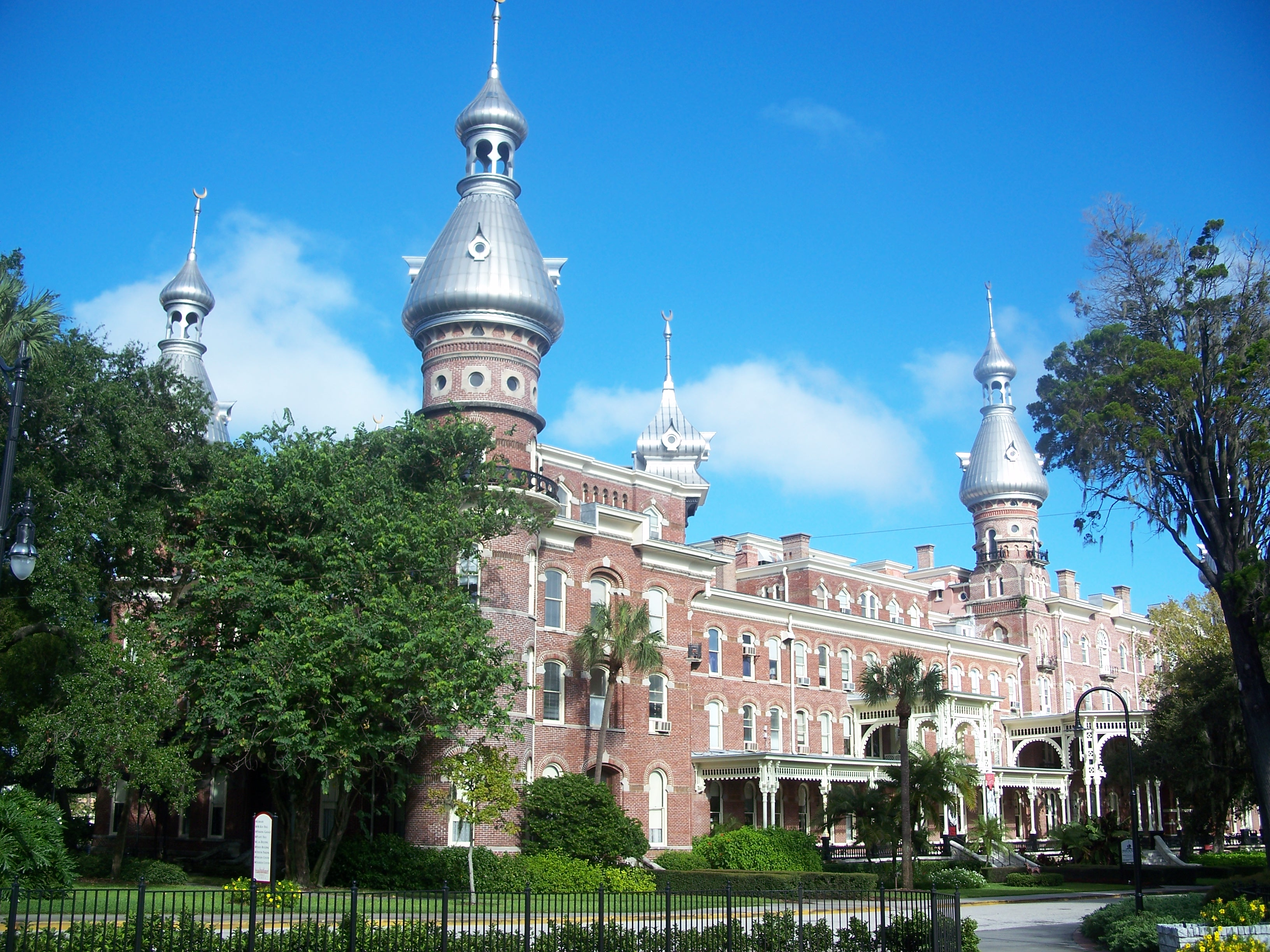
Отель Тампа-Бей, символ флоридского Позолоченного века. Сейчас — Музей Генри Планта.

Позолоченный век в штате Флорида (англ. Florida's Gilded Age) — период в истории Флориды между 1877 и 1895 годами, который начался с завершением эпохи реконструкции и приходом к власти в штате демократической партии. Применительно к Флориде этот период иногда называют Бурбонной эрой, поскольку демократы Юга в те годы назывались Бурбонными демократами.
Началом эпохи Позолоченного века в штате считаются выборы 1876 года, когда во Флориде победила Демократическая партия, а губернатором стал демократ Джордж Дрю. Демократы поставили своей целью индустриальное развитие штата, что привело к появлению большого количества фабрик (в основном табачных), стремительному развитию сети железных дорог, появлению крупных курортов и строительству первых отелей на побережье. Многие поселения превратились в большие города, например Тампа и Майами. В эту эпоху во Флориде появились первые телефонные линии.
В этот же период была принята Конституция Флориды 1885 года
В конце эпохи, с началом испано-американской войны, Флорида стала важной базой американской армии, и через её порты перебрасывались войска на Кубу.

## Выборы 1876 года

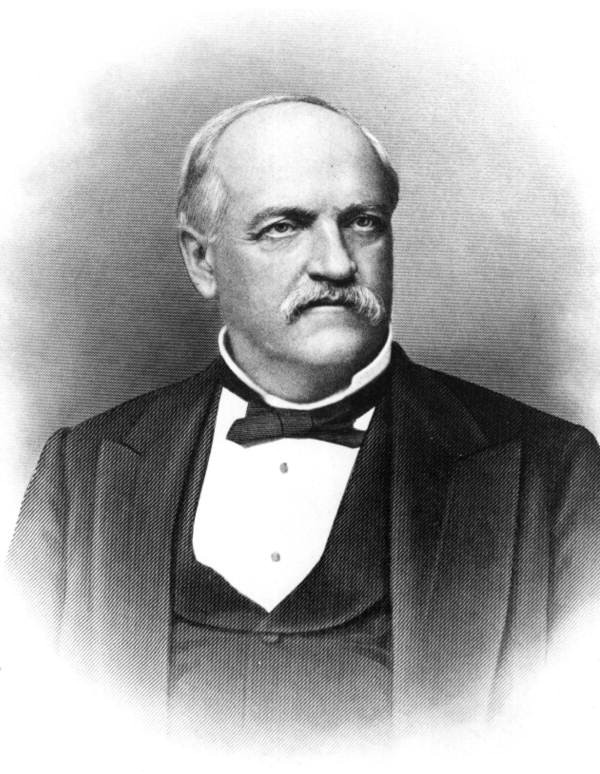
Джордж Дрю

Когда штат Флорида вернулся в состав Союза в 1868 году, в его правительстве доминировали республиканцы. Когда стали приближаться выборы 1876 года, у демократов появился шанс вернуться к власти. 21 июня они собрались на партийный конвент в Куинсе и выдвинули кандидатом в губернаторы Джорджа Дрю, уроженца Нью-Гэмпшира. В то же время в рядах республиканской партии началась внутренняя борьба и выдвинулись три кандидата в губернаторы: часть депутатов республиканского конвента выступила за переизбрание губернатора Стирнса, а часть выступила против этого и выдвинула кандидатуру сенатора Саймона Коновера. В это же время близились президентские выборы, на которых от демократов был выдвинут Самуэль Тилден, а от республиканцев Ратерфорд Хейс. В начала явно побеждал Тилден, но голоса Флориды и Луизианы могли помочь Хейсу, что активизировало политическую жизнь штата.
Губернаторские выборы 7 ноября 1876 года проходили с множеством нарушений с обеих сторон. Демократы полагали, что наберут больше голосов, но опасались, что республиканцы, которые контролировали ход выборов, смогут использовать административный ресурс. Когда выборы завершились, комиссия объявила о победе Стирнса, но Дрю добился пересчёта голосов и при повторном подсчёте победа досталась ему. Стирнс сначала не признал победу Дрю и отказался передавать ему пост, но под давлением вооружённых оппонентов уступил, и в январе 1877 года Дрю принёс губернаторскую присягу. Президентские выборы тоже зашли в тупик, но в итоге южные штаты согласились признать победу Хейса (событие, известное, как Компромисс 1877 года) в обмен на обещание вывода федеральных войск из южных штатов и обещание назначения некоторых демократов в новую администрацию президента. Выборами 1876 года завершилась эпоха реконструкции, хотя историк Чарлтон Тибо писал, что она фактически была отложена на несколько десятилетий.
18 января 1877 года федеральные войска покинули Таллахаси и Флорида перестала быть оккупированной территорией. С этого момента республиканская партия в штате могла полагаться только на свои силы.

## Правление бурбонных демократов
В 1876 году в последних трёх штатах Юга (Флориде, Луизиане и Южной Каролине) завершилось правление республиканцев, так же называемое тогда «правлением саквояжников», и власть перешла к бурбонным демократам. Это название возникло по аналогии с реставрацией Бурбонов во Франции, но имело принципиальные отличия; политика демократов изменилась за годы реконструкции, они осознали силу федеральной власти и понимали, что возврат к рабству уже невозможен. Они так же убедились, что сельскохозяйственная экономика слабее индустриальной и Югу нужна своя собственная промышленность. Они понимали, что необходимо привлечь капитал для строительства железных дорог, фабрик, и развития городов.
Транзит власти во Флориде был плавным: до 1877 года флоридские республиканцы были в основном умеренными республиканцами, которые действовали иногда при поддержке демократов, и уже тогда были предприняты меры по налаживанию экономики штата. К 1877 году Флорида выплатила уже все внешние долги. Это позволило после 1877 года снизить налоги и одновременно понизить зарплаты чиновникам. Демократы старались поддерживать имидж честной и бережливой экономики. По конституции 1868 года на зарплаты госслужащих в штате тратилось 44 000 долларов в год; внесением поправок удалось сократить зарплату губернатора с 5 000 до 3 5000 долларов, и остальным чиновникам примерно в той же пропорции. Губернатор Дрю личным указом снизил налог на недвижимость c 12.5% до 10% в 1877 году и до 9% в 1878. Кроме того теперь, когда отношения с федеральным центром были налажены, Флорида могла добиваться возврата 250 000 долларов (с процентами), потраченных ею во время Семинольских войн.

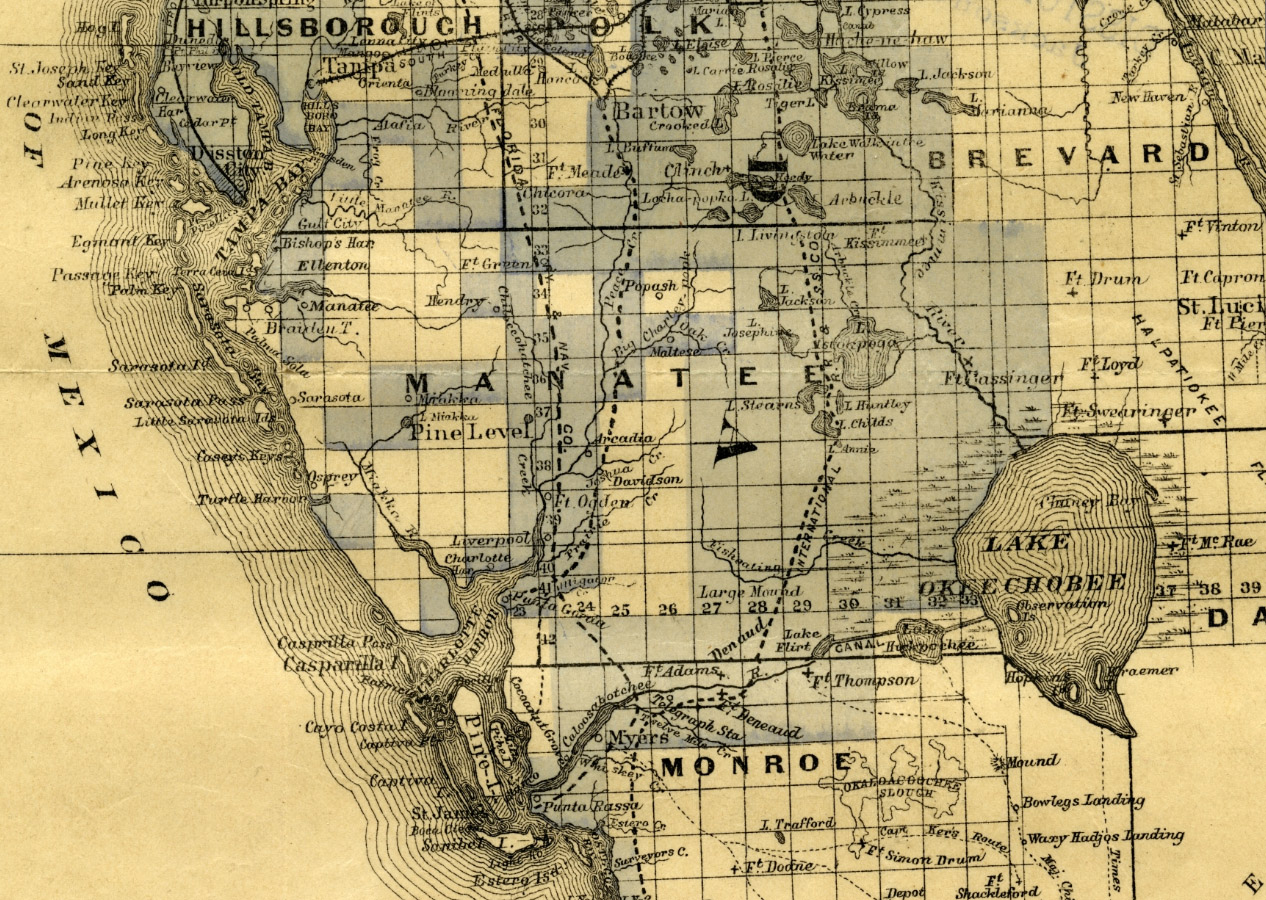
Земли компании Дисстона в Южной Флориде.

Губернатор Дрю всем устраивал демократов, но они не стали его переизбирать, а выдвинули кандидатуру Уильяма Блоксама. На партийном конвенте кандидатом выдвигался и генерал Перри, но победил всё же Блоксам. Республиканцы снова выдвинули в кандидаты Саймона Коновера, но на выборах 1880 года Блоксам победил, набрав 28378 голосов против 23 297 за Коновера. В инаугурационной речи он подчеркнул, что Флорида нуждается в иммигрантах, транспорте и системе образования. В губернаторство Блоксама Флорида столкнулась с серьёзным экономическим кризисом, который был связан с неудачной попыткой продажи заболоченных участков штата. В 1877 году дипломат Генри Сэнфорд пригласил во Флориду на рыбную ловлю своего друга Гамильтона Дисстона; тот осознал перспективы развития этих территорий и при помощи губернатора купил 4 000 000 акров земли по 25 центов за акр (1 июня 1881 года). Газета The New York Times писала, что это «крупнейшая земельная покупка, когда-либо сделанная человеком». Дисстон построил множество каналов и осушил большие участки болот, но кризис 1893 года приостановил его проекты, а в 1896 году Дисстон умер, и его земли были проданы наследниками.
Особое внимание уделяли бурбонные демократы строительству железных дорог. При Джордже Дрю были построены всего три линии общей длиной около 90 миль, но при Блоксаме стало появляться уже множество дорог, хотя и относительно небольших. Эти многочисленные дороги к концу века были объединены в пять крупных железнодорожных систем. В 1877 году компания Louisville and Nashville скупила несколько линий в южной Алабама, соединила их с Пенсаколой, а в 1881 году провела линию на восток до реки Аппалачикола, и затем соединила их с дорогами в Восточной Флориде. Компания вложила большие деньги в Пенсаколу, что постепенно превратило город в крупный торговый порт.

## Деятельность Генри Планта

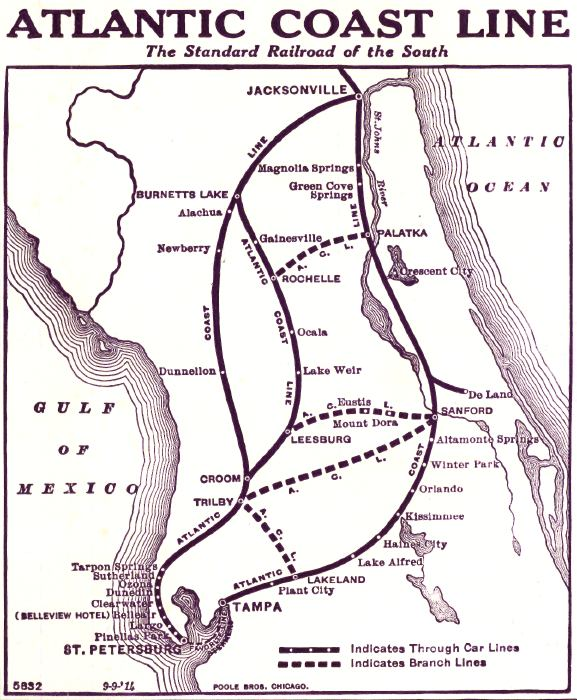
Atlantic Coast Line к 1914 году

Одним из крупнейших инвесторов во Флориде стал Генри Плант, который после Гражданской войны скупил несколько разорившихся железнодорожных кампаний в Джорджии, соединил их в одну систему, а в 1881 году построил линию от Саванны к Джексонвиллу. Затем, воспользовавшись либеральной политикой штата, он скупил часть земли в центральной Флориде и продлил дорогу до Киссимми, а в 1884 году до Тампы. Все вместе дороги сформировали так называемую Железнодорожную систему Планта. Плант умер в 1899 году, а в 1902 году его система влилась в систему Atlantic Coast Line Railroad.
Помимо строительства дорог компания Планта занималась миграционными вопросами и сельским хозяйством, стимулируя приток поселенцев и таким образом создавая пассажирский траффик для своих дорог. Был построен крупный порт в городе Тампа, куда стали приходить пароходы со всего Карибского моря. Для привлечения туристов были построены отели в Тампе, Клиуотере, Киссими, Окале и Форт-Миерс. В Тампе компанией был построен большой отель Tampa Bey Hotel. Плант построил его за собственные деньги, потратив 3 миллиона долларов. В отеле было 511 комнат и это был первый во Флориде отель с полностью электрическим освещением. В каждой его комнате имелся телефон.

## Развитие Тампы

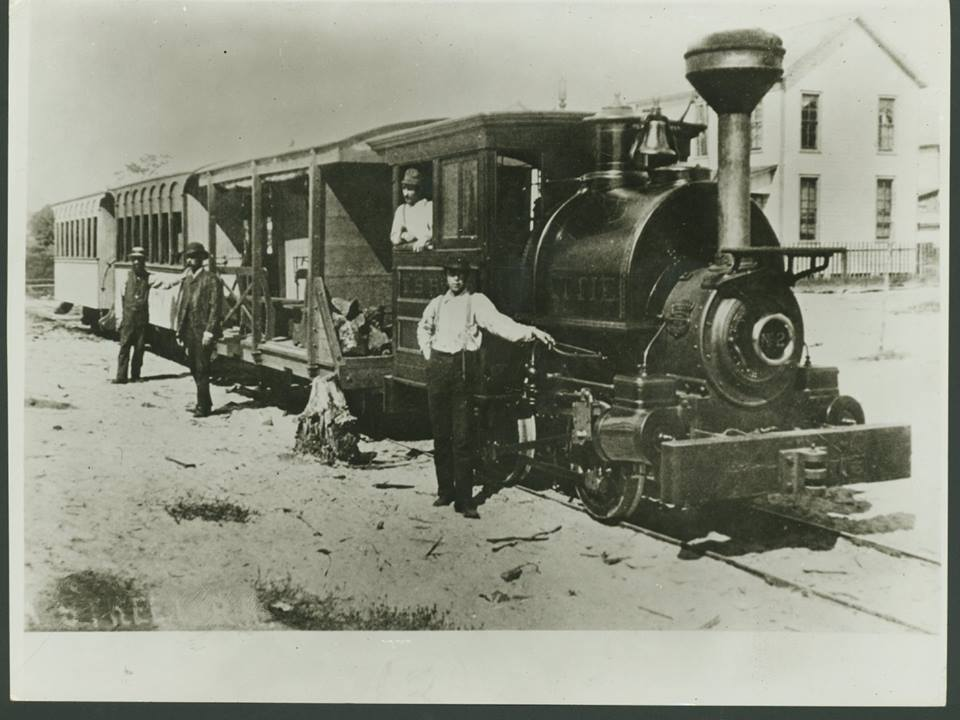
Трамвай в Тампе в 1890-е годы.

Наиболее наглядным примером влияния новых железных дорог на развитие городов является развитие города Тампа. Это поселение получило официальный статус в 1834 году, но полвека оставалось небольшим посёлком, насчитывая всего 720 жителей. Его развитию мешало изолированное положение. В 1883 году Плант начал строить железную дорогу к Тампе и в тот же год правительство ликвидировало форт Брук и отдало всю территорию форта под частную застройку. В том же году было открыто месторождение фосфатов. В 1885 году открылись первые табачные фабрики. В 1888 году начал работу порт Тампа и появилась портовая таможня. В 1884 году в Тампе появился телеграф, в 1885 году появилась линия городского трамвая на паровой тяге, а в 1887 году начала работу Tampa Electric Company. В 1889 году были выделены средства на мощение улиц, а в 1889 году в Тампе появились телефоны. В 1891 году город начал расширяться и были выделены дополнительные земли под новые улицы, и в том же году открылся Tampa Bey Hotel. Война с Испанией в 1898 году привела к недолгому, но бурному всплеску деловой активности, а в 1905 и 1910 годах федеральное правительство провело работы по превращению порта Тампа в крупный современный порт.

### Статьи
- Carson, Ruby Leach. William Dunnington Bloxham: The Years to the Governorship (англ.) // The Florida Historical Quarterly. — Florida Historical Society, 1949. — Vol. 27, iss. 3. — P. 207-236.
- Dunn, Hampton. Florida: Jewel of the Gilded Age (англ.) // Sunland Tribune. — Florida Historical Society, 1994. — Vol. 20, iss. 6.
- Stearns, Marcellus L. The Election of 1876 in Florida (англ.) // The Florida Historical Quarterly. — Florida Historical Society, 1953. — Vol. 32, iss. 2. — P. 81-91.
- Williamson, Edward C. The Constitutional Convention of 1885 (англ.) // The Florida Historical Quarterly. — Florida Historical Society, 1962. — Vol. 41, iss. 2. — P. 116-126.